# American Locomotive Company
American Locomotive Company (zkráceně ALCO, ALCo nebo Alco) byla americká společnost vyrábějící především parní a později také dieselové lokomotivy. Zabývala se i výrobou dieselových motorů a generátorů, tanků a automobilů.

## Historie
Společnost vznikla v roce 1901 spojením následujících menších výrobců lokomotiv:
- Schenectady Locomotive Works, Schenectady, NY
- Brooks Locomotive Works, Dunkirk, NY
- Cooke Locomotive & Machine Works, Paterson, NJ
- Dickson Manufacturing Company, Scranton, PA
- Manchester Locomotive Works, Manchester, NH
- Pittsburgh Locomotive & Car Works, Pittsburgh, PA
- Rhode Island Locomotive Works, Providence, RI
- Richmond Locomotive Works, Richmond, VA

V roce 1902 byla do ALCO začleněna kanadská firmy Locomotive & Machine Co. of Montreal, Ltd. se sídlem v Montréalu, jejíž název byl později změněn na Montreal Locomotive Works (zkráceně MLW). Dalším výrobcem lokomotiv, který byl sloučen s ALCO, se v roce 1905 stala firma The Rogers Locomotive Works se sídlem v Patersonu, v New Jersey. Jednotlivé závody byly postupně uzavírány a od roku 1931 byla výroba koncentrována pouze do závodu v Schenectady, jedinou výjimkou zůstal závod v Montréalu. V červnu roku 1948, po sto letech od zahájení výroby lokomotiv ve Schenectady, vyrobila ALCO svou poslední parní lokomotivu.
Společnost postupně rozšiřovala své portfolio, vyráběla například zařízení pro petrochemický průmysl, lodě nebo jaderné elektrárny, od roku 1955 nesla název Alco Products. V 60. letech prošla řadou reorganizací, byla součástí koncernu Worthington, později Studebaker-Worthington. Firma postupně utlumovala výrobu lokomotiv, úplně poslední byly ze Schenectady expedovány v lednu 1969. Během celé historie výroby lokomotiv v ALCO bylo vyrobeno asi 75 000 kusů lokomotiv, z toho 63 % strojů vyjelo z bran závodu v Schenectady.

## Dieselové lokomotivy
Společnost Alco byla od roku 1924 společně s firmou General Electric a výrobcem motorů Ingersoll-Rand součástí sdružení Alco-GE-IR. Jím vyvinuté a vyráběné stroje jsou považovány za vůbec první komerčně úspěšné, stejně jako první sériově vyráběné, americké dieselové lokomotivy. K 33 kusům těchto posunovacích lokomotiv uspořádání pojezdu Bo’Bo’ s výkonem 225 nebo 450 kW se v roce 1928 přidala i větší lokomotiva s uspořádáním 2’Do2’ o výkonu 560 kW, která je považována za první americkou dieselovou traťovou lokomotivu. V letech 1928–1930 pak firmy spolupracovaly i na čtyřech desítkách hybridních lokomotiv (převážně pro železnici New York Central), které jako zdroj energie využívaly napájení z třetí kolejnice, vlastní spalovací motor nebo akumulátory.

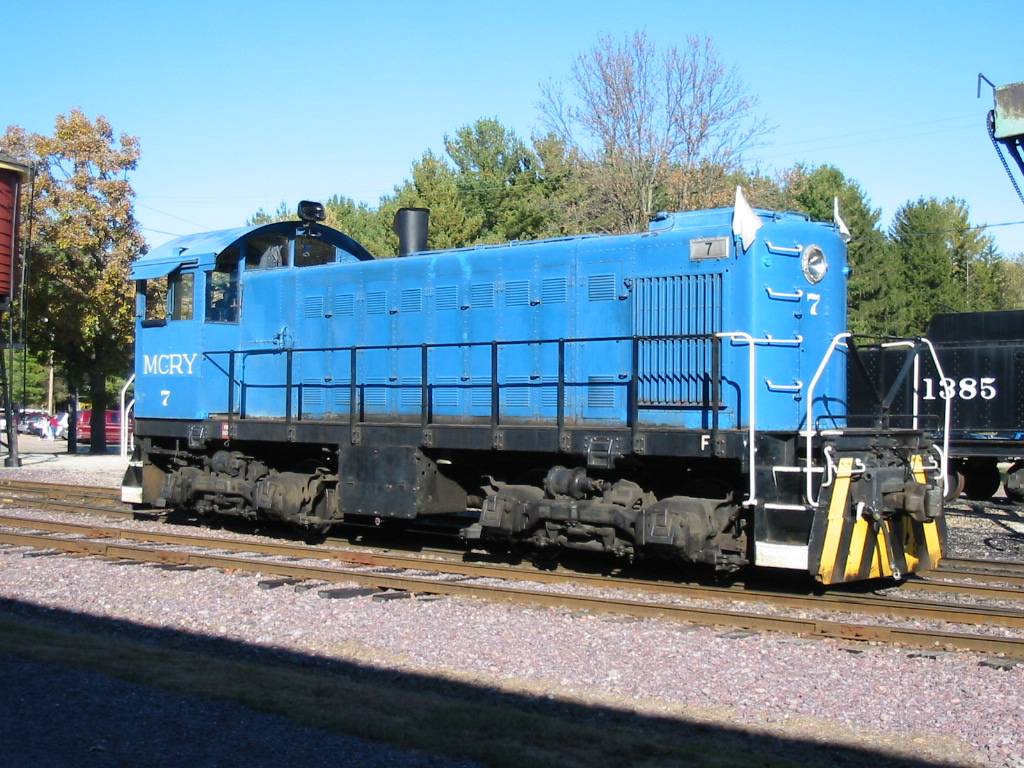
Lokomotiva typu ALCO S-1

V roce 1929 Alco odkoupila výrobce motorů McIntosh & Seymour a začala tak ve svých posunovacích lokomotivách využívat vlastní motory. Osobním vlakům se firma začala věnovat roku 1935, když motory typu 531 vybavila hnací vozy pro aerodynamicky tvarované soupravy (tzv. streamlinery) vlaků GM&N Rebel. V roce 1936 pak osadila motor stejného typu turbodmychadlem Švýcara Alfreda Büchiho a vznikl tak typ 531T, první americký turbodmychadlem přeplňovaný lokomotivní motor. V roce 1938 následovala řada motorů 538 s vyššími jmenovitými otáčkami, která byla obratem nahrazena řadou 539, která umožňovala montáž i pod snížené kapoty. Její přeplňovaná verze 539T poháněla i nejpočetnější dieselovou lokomotivu Alco, model S-2, a z ní odvozený typ RS-1, který měl významný vliv na vývoj pozdějších amerických traťových lokomotiv. Alco roku 1940 opět spojila síly s GE a společně se věnovaly prodeji traťových lokomotiv pod značkou Alco-GE. Prvními z nich bylo několik předválečných typů osobních lokomotiv, jejichž vnější vzhled byl dílem průmyslového designéra Otto Kuhlera.
Za druhé světové války směla firma Alco vyrábět převážně jen posunovací lokomotivy, zatímco její hlavní konkurent, Electro-Motive Division, měl dle nařízení produkovat hlavně nákladní traťové lokomotivy. Toto rozhodnutí poskytlo firmě EMD cenný náskok, který dceřiná společnost průmyslového obra General Motors dokázala se svými lokomotivami F3 a pozdějšími náležitě využít. Během války Alco pracovala na vývoji problematického motoru typu 241, ten však byl brzy opuštěn ve prospěch řady motorů 244, která poháněla poválečné nákladní lokomotivy FA, osobní lokomotivy PA a tehdejší kapotové traťové lokomotivy série RS. Ač byla Alco se svým typem RS-1 první, kdo takovou koncepci použil, byla to opět společnost EMD, kdo počínaje stroji GP7 dokázal ovládnout i tuto část trhu. Na počátku roku 1954 tak lokomotivy Alco představovaly necelých 24 % provozních dieselových lokomotiv, zatímco stroje EMD držely téměř 62% podíl.
V roce 1953 přišla pro Alco tvrdá rána, když společnost GE ukončila vzájemnou spolupráci. Alco i nadále nakupovala elektrické komponenty GE, ale za méně výhodných podmínek. Ve stejné době probíhalo také testování nového motoru řady 251, který byl následně v různých verzích využíván u všech nových typů lokomotiv Alco. V roce 1960 bývalý obchodní partner GE sám vstoupil na americký trh s traťovými lokomotivami představením typu U25B a během necelých pěti let dokázal Alco vytlačit z pozice dvojky na trhu, kterou držela prakticky od konce 30. let. Tento stav už nezměnilo ani představení několika typů nové řady lokomotiv Century, které obsahovaly mnoho progresivních prvků použitých u lokomotiv U25B, a v roce 1965 se dokonce staly prvními lokomotivami se smíšeným přenosem výkonu v nabídce amerických výrobců. Nízké prodeje a špatná finanční situace nakonec vedly k ukončení výroby lokomotiv Alco a uzavření výrobního závodu ve Schenectady v roce 1969. Patenty a licence však získala bývalá kanadská pobočka MLW, která ve výrobě lokomotiv pokračovala až do roku 1975, kdy byla sama odkoupena společností Bombardier. Ta výrobu dieselových lokomotiv odvozených od typů Alco ukončila až v roce 1985.

## Automobily

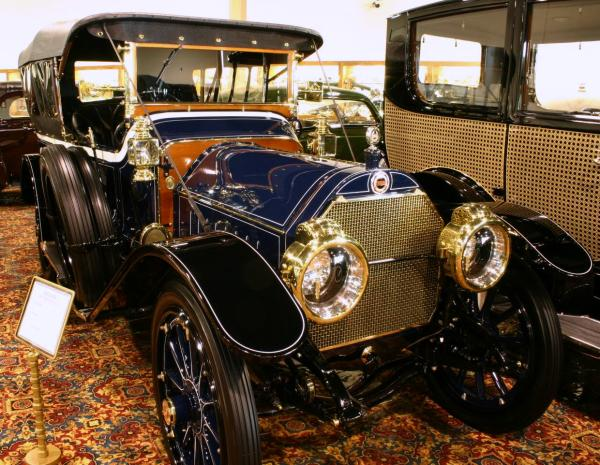
Automobil Alco z roku 1912 v Nethercutt Collection, Santa Clarita

V licenci francouzské firmy Berliet začala firma v roce 1906 s výrobou automobilů pod značkou American Locomotive Motor Car, v tisku často zkracovanou na American Locomotive (Berliet), American Berliet či jen Berliet. Od roku 1909 vznikaly vlastní modely nesoucí značku Alco.
Produkce probíhala v továrně Rhode Island Locomotive Works v Providence na Rhode Islandu. S vlastními vozy se tovární jezdec Harry Grant účastnil Vanderbiltova poháru ročníků 1909 a 1910 a oba závody vyhrál. V roce 1911 jel i v prvním závodě 500 mil Indianapolis, který však pro poruchu nedokončil. Automobilová výroba byla pro ALCO ztrátová a firma výrobu ukončila v roce 1913. Ve firmě působil v manažerské pozici Walter P. Chrysler, který odtud v roce 1911 odešel do firmy Buick v Detroitu v Michiganu. Zde v roce 1925 založil automobilku Chrysler.